# Rhododendron cumberlandense
Rhododendron cumberlandense är en ljungväxtart som beskrevs av E.L. Braun. Rhododendron cumberlandense ingår i släktet rododendron, och familjen ljungväxter. Inga underarter finns listade i Catalogue of Life.